# جامعة بورتسموث
جامعة بورتسموث (بالإنجليزية: University of Portsmouth)‏ هي جامعة، تأسست في 1991، في المملكة المتحدة، وهي عضوة في أورسيد، وJisc ‏.